# Hay un camino a la derecha
Hay un camino a la derecha è un film del 1953 diretto da Francisco Rovira Beleta, inedito in Italia.